# Коле Прато (Фрозиноне)
Коле Прато је насеље у Италији у округу Фрозиноне, региону Лацио.
Према процени из 2011. у насељу је живело 20 становника. Насеље се налази на надморској висини од 148 м.